# Liquid Tension Experiment
A Liquid Tension Experiment (LTE) egy instrumentális progresszív rock/metalt játszó zenekar, melyet a Dream Theater dobosa Mike Portnoy hívott életre 1997-ben. Az együttesben még két Dream Theater muzsikussal (John Petrucci és Jordan Rudess) fogott össze, habár a billentyűs hangszereken játszó Jordan Rudess a megalakuláskor még nem volt a Dream Theater tagja. Negyedik tagként Tony Levint szerződtette a zenekar, aki korábban többek között Peter Gabriel zenekarában és a King Crimson-ban is megfordult. Ez a felállás két nagylemezt adott ki, a harmadik már John Petrucci nélkül, Liquid Trio Experiment néven jelent meg. A negyedik lemezen pedig Jordan Rudess nem volt hallható, így a Liquid Trio Experiment 2 nevet használták.

## Pályafutás
A Dream Theater 1997-ben megjelenő Falling into Infinity albumát követően a zenekar tagjai időt szenteltek az egyéb projekteknek is, így Mike Portnoy kiadói javaslatra hozta létre a Liquid Tension Experiment-et. Az új zenekar lehetőségét két producer, Pete Morticelli és Mike Varney vetette fel a dobosnak, aki ezt követően összeállított egy listát, azon zenészek névsorával akikkel szívesen dolgozna együtt.
Portnoy a Liquid Drum Theater című DVD-jén, azt nyilatkozza, hogy gitárosként eredetileg olyan nevek szerepeltek a listán, mint Dimebag Darrell, Steve Morse, vagy a Fates Warning gitárosa Jim Matheos. Portnoy az eredeti koncepció szerint egy olyan zenekart akart létrehozni, melyben egyetlen Dream Theater zenész sem szerepel, de eredeti elképzeléseit hamarosan megváltoztatta, és John Petrucci-nak adta át a gitáros posztot. Petrucci-t Portnoy-hoz hasonlóan szintén megkereste a Magna Carta kiadó, hogy szervezzen maga köré egy új zenekart. Kettejük találkozása után Jordan Rudess lett a billentyűs, akit már korábban is megpróbáltak rábeszélni, hogy csatlakozzon a Dream Theater-hez. Rudess korábban megfordult a Dixie Dregs-ben, de szólólemezeket is adott ki, valamint dolgozott Rod Morgenstein-nel is.
A basszusgitárosi posztot illetően Billy Sheehan neve is felmerült, de végül arra a Tony Levin-re esett a választásuk, aki korábban a Pink Floyd, a King Crimson és Peter Gabriel mellett, számtalan előadóval dolgozott együtt. Levin nemcsak basszusgitáron, hanem Chapman Stick-en és nagybőgőn is játszott, a Liquid Tension Experiment-ben.
A négyes 1997 szeptemberében stúdióba vonult, hogy rögzítse a debütáló nagylemezt. Az 1998. március 10-én a Magna Carta által kiadott lemez felvételei mindössze öt napig tartottak, producerként pedig maga a zenekar lett feltüntetve. A Liquid Tension Experiment címet kapott, teljesen instrumentális lemezen a Dream Theater-szerű progresszív metalt, fúziós jazz hatásokkal bővítették, miáltal a dalokban minden tag elég lehetőséget kapott virtuózitása demonstrálására. A korongot lelkes kritikák fogadták, mind a közönség, mind a kritika részéről.
A debütáló anyag irányvonalát folytatta a második lemez is a Liquid Tension Experiment 2, melyet szintén lelkesen fogadtak a rajongók és a kritikusok egyaránt. A megjelenést követően néhány koncertre is sor került New York-ban, Philadelphiában és Los Angeles-ben.
A második lemez készítése közben Petrucci több napot is kihagyott a közös dzsemmelésekből, hogy idejét feleségével és újszülött kislányával tölthesse. Ekkor Rudess, Levin és Portnoy több szerzeményt is rögzített, melyek 2007-ben jelentek meg Spontaneous Combustion címmel, Liquid Trio Experiment címszó alatt. A második lemez megjelenése után a Liquid Tension Experiment befejezte működését, Portnoy és Petrucci ismét a Dream Theater-re koncentrált, melynek ezennel már Jordan Rudess is teljes értékű tagja lett.

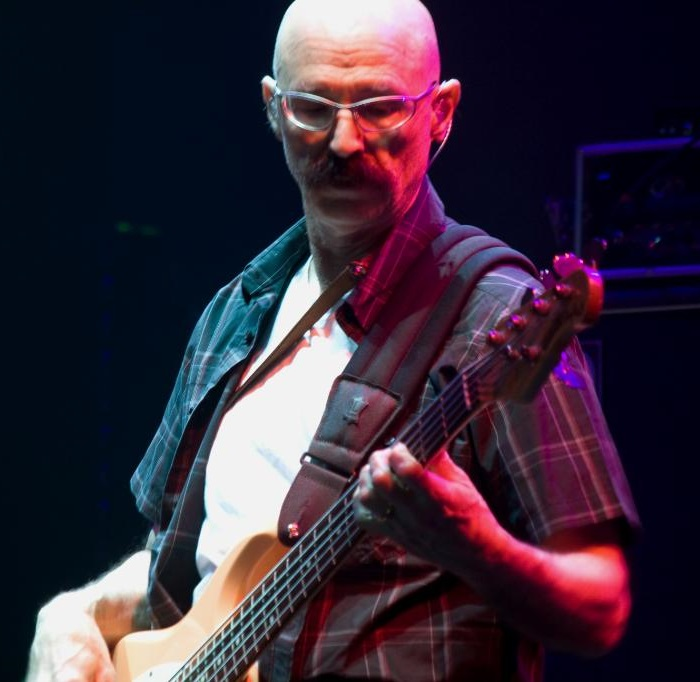
Tony Levin egyaránt szerepelt a Liquid Tension Experiment a Liquid Tension Trio és a Liquid Tension Trio 2 formációkban is. A fotó a 2008-as Nearfest koncerten készült ahol a Liquid Tension Experiment-tel lépett fel. Nemcsak basszusgitáron, de nagybőgőn és a kétkezes tapping technika által megszólaltatható hangszeren a Chapman Stick-en is játszott az együttes tagjaként.

2007-ben azonban újra összeállt a zenekar, hogy fellépjenek a világ egyik legrangosabb progresszív zenei fesztiválján a NEARfest-en. Ezt követően bejelentették, hogy az együttes 10 éves fennállásának alkalmából további koncerteket is adnak, valamint megjelent a Spontaneous Combustion is, melyre a trió felállás miatt a Liquid Trio Experiment név került fel. Petrucci hiánya miatt a korong egy jazzesebb irányba mozdult el, mely csak a fanatikus rajongóknak nem okozott csalódást. A lemez ugyanis a két korábbi koronggal ellentétben teljes mértékben a zenészek improvizációira épül, mellőzve a korábban megszokott emlékezetes momentumokat.
2009-ben több koncertanyag is megjelent a Liquid Tension Experiment-től, többek között egy DVD-t is tartalmazó box szett is, melyre két koncert anyaga került fel.
2009-ben a Liquid Trio Experiment is új anyaggal rukkolt elő, azonban a Spontaneous Combustion lemezzel szemben nem a Levin-Potnoy-Rudess hármas volt hallható, hanem a Levin-Portnoy-Petrucci trió. A When the Keyboard Breaks: Live in Chicago című koncertanyag rögzítése közben Rudess felszerelése felmondta a szolgálatot, így hármasban játszották végig a koncertet. Az anyag Liquid Trio Experiment 2 címen jelent meg. A koncerten Charlie Benante (Anthrax) is megjelent a dobok mögött, ez idő alatt Mike Portnoy a basszusgitárt kezelte.

## Tagok

### Liquid Tension Experiment
- Tony Levin – Chapman Stick, basszusgitár, nagybőgő (Electric Upright Bass)[5]
- John Petrucci – gitár
- Mike Portnoy – dob, ütőhangszerek
- Jordan Rudess – billentyűs hangszerek

### Liquid Trio Experiment
- Tony Levin – Chapman Stick, basszusgitár
- Mike Portnoy – dob, ütőhangszerek
- Jordan Rudess – billentyűs hangszerek

### Liquid Trio Experiment 2
- Tony Levin – Chapman Stick, basszusgitár
- John Petrucci – gitár
- Mike Portnoy – dob, ütőhangszerek

## Diszkográfia

### Liquid Tension Experiment
- Liquid Tension Experiment (1998)
- Liquid Tension Experiment 2 (1999)
- Liquid Tension Experiment Live 2008 – Limited Edition Boxset (2009)
- Liquid Tension Experiment Live in NYC (2009)
- Liquid Tension Experiment Live in LA (DVD) (2009)
- Liquid Tension Experiment 3 (2021)

### Liquid Trio Experiment
- Spontaneous Combustion (2007)

### Liquid Trio Experiment 2
- When the Keyboard Breaks: Live in Chicago (2009)